# مفروضلو
مفروضلو هي قرية في مقاطعة خدا أفرين، إيران. عدد سكان هذه القرية هو 290 في سنة 2006.